# Saint-Médard (Deux-Sèvres)
Pour les articles homonymes, voir Saint-Médard.
Saint-Médard est une ancienne commune du centre-ouest de la France située dans le département des Deux-Sèvres en région Nouvelle-Aquitaine.
Elle a fusionné  le 1er janvier 2019 au sein de la commune nouvelle de Celles-sur-Belle, dont Saint-Médard est désormais  une commune déléguée.

## Géographie
Saint-Médard est situé à 19 km au sud-est de Niort

## Histoire
On a retrouvé quelques vestiges des époques préhistorique et gallo-romaine, qui permettent de penser que le village a connu une occupation humaine précoce.
Avant la Révolution française, la paroisse de Saint-Médard dépendait de l'élection de Saint-Maixent et de la prévôté de Melle ; elle relevait de l'archiprêtré de Melle. 
Le 1er janvier 2019, la commune de Saint-Médard fusionne dans Celles-sur-Belle, qui prend le statut de commune nouvelle. Saint-Médard devient alors une commune déléguée.

## Politique et administration

### Rattachements administratifs et électoraux
Saint-Médard se trouve depuis 1926 dans l'arrondissement de Niort du département des Deux-Sèvres. Pour l'élection des députés, elle fait partie depuis 1988 de la deuxième circonscription des Deux-Sèvres.
Elle faisait partie depuis 1793 du canton de Celles-sur-Belle. Dans le cadre du redécoupage cantonal de 2014 en France, ce canton, dont Saint-Médard a fait partie jusqu'à la fusion de 2019, est modifié, passant de 9 à 27 communes.

### Intercommunalité
Saint-Médard faisait partie de la communauté cantonale de Celles-sur-Belle, une communauté de communes créée fin 1992.
Celle-ci fusionne avec ses voisines pour former, le 1er janvier 2017, la communauté de communes Mellois en Poitou, dont Saint-Médard faisait partie jusqu'à la fusion de 2019.

### Liste des maires
| Période   | Période       | Identité           | Étiquette | Qualité |
| --------- | ------------- | ------------------ | --------- | ------- |
| mars 2008 | mars 2014     | Jean-Michel Frappé |           |         |
| mars 2014 | décembre 2018 | Jean-Louis Fouché  |           |         |

### Liste des maires délégués
| Période      | Période                      | Identité          | Étiquette | Qualité |
| ------------ | ---------------------------- | ----------------- | --------- | ------- |
| janvier 2019 | En cours (au 1 janvier 2019) | Jean-Louis Fouché |           |         |

## Démographie
L'évolution du nombre d'habitants est connue à travers les recensements de la population effectués dans la commune depuis 1793. Pour les communes de moins de 10 000 habitants, une enquête de recensement portant sur toute la population est réalisée tous les cinq ans, les populations de référence des années intermédiaires étant quant à elles estimées par interpolation ou extrapolation. Pour la commune, le premier recensement exhaustif entrant dans le cadre du nouveau dispositif a été réalisé en 2004.

En 2016, la commune comptait 108 habitants, en évolution de −0,92 % par rapport à 2010 (Deux-Sèvres : +0,18 %, France hors Mayotte : +2,11 %).
| 1793 | 1800 | 1806 | 1821 | 1831 | 1836 | 1841 | 1846 | 1851 |
| ---- | ---- | ---- | ---- | ---- | ---- | ---- | ---- | ---- |
| 173  | 165  | 153  | 208  | 225  | 204  | 213  | 215  | 209  |

| 1856 | 1861 | 1866 | 1872 | 1876 | 1881 | 1886 | 1891 | 1896 |
| ---- | ---- | ---- | ---- | ---- | ---- | ---- | ---- | ---- |
| 216  | 222  | 218  | 204  | 193  | 207  | 202  | 209  | 172  |

| 1901 | 1906 | 1911 | 1921 | 1926 | 1931 | 1936 | 1946 | 1954 |
| ---- | ---- | ---- | ---- | ---- | ---- | ---- | ---- | ---- |
| 163  | 162  | 144  | 152  | 177  | 165  | 156  | 137  | 148  |

| 1962 | 1968 | 1975 | 1982 | 1990 | 1999 | 2004 | 2006 | 2009 |
| ---- | ---- | ---- | ---- | ---- | ---- | ---- | ---- | ---- |
| 131  | 109  | 109  | 110  | 113  | 112  | 99   | 92   | 108  |

| 2014 | 2016 | - | - | - | - | - | - | - |
| ---- | ---- | - | - | - | - | - | - | - |
| 106  | 108  | - | - | - | - | - | - | - |

## Culture locale et patrimoine

### Lieux et monuments
- Prieuré Saint-Médard, de chanoines réguliers de saint Augustin, de 1733 et 1764, construit par Antoine Bizard avec des parties datant du milieu du Moyen Âge[7].
- Mairie-école et salle des fêtes, construite dans le village de Saint-Rue, de 1879 à 1880, par Alexandre Cremault et Pierre Chuteau, maîtres maçons à Périgné, sur un projet daté du 1er mai 1878 et signé Gibouin à Vernou[8]. Un buste de Marianne d'après un modèle de Vauquelin[9] et un buste de Napoléon III par François-René Guétrot[10] ornent  la salle polyvalente.
- Lavoir en ciment et pompe en cuivre, en bordure d'un chemin qui traverse le village de Saint-Rue[11].
- Monument aux morts érigé en 1926 sur une place publique du village de Saint-Rue, devant la mairie-école. La semelle ou plate-forme est en pierre dure de Sireuil et l'obélisque en pierre de Pons[12].
- Maison de maître de 1893 construite pour Élie Beauchamp et son épouse Alida Picard[13].
- Manoir de la famille Aymer de la Chevalerie, lieu-dit de l'Allier, du XVIe siècle. Le nouveau logis a été construit vers 1925[14].
- Manoir au hameau de Sainte-Rue[15].
- Maisons et fermes[16].
- Fermes des XVIIe et XXe siècles[17] et du XIXe siècle[18],[19],[20].
- Puits du XVIIIe siècle constitué d'une margelle carrée taillée dans un bloc. Il est accompagné d'une pompe en fonte[21].
- Tombeaux du début du XXe siècle[22],[23],[24],[25], au cimetière[26].
- Croix de cimetière de 1730, sur un côté du cimetière, érigée par Louis Huguet prieur-curé de Saint-Médard[27].
- Croix de chemin, érigée au carrefour de la RD. 740 et du chemin communal no 4, semblant dater de la fin du XIXe siècle, restaurée entre 1946 et 1948 et renversée par la tempête du 27 décembre 1999[28].